# Alsamora
|  | Per a altres significats, vegeu «Onofre Alsamora». |

Alsamora és un poble del terme municipal de Sant Esteve de la Sarga, a la comarca del Pallars Jussà. És un dels anomenats pobles de la Feixa, el de més a ponent. Tot i que pertany administrativament al Pallars Jussà, des del punt de vista geogràfic és un poble ribagorçà, tot i que al llarg de la història s'ha decantat clarament cap al Pallars.
El seu terme històric estava envoltat pels antics termes de Sant Esteve de la Sarga (mitjançant els termes rònecs medievals de Fabregada i Vilabella) a llevant, Àger per mitjà del coll d'Ares a migdia, Mont-rebei a ponent, i la Clua (Sant Esteve de la Sarga) i Castellnou de Montsec a tramuntana.
Destaquen al poble les ruïnes del nucli urbà, típicament medieval, amb forma de poble obert distribuït al llarg d'un carrer, les restes restaurades de la torre de guaita i el conjunt de camins medievals que, sortint del poble, travessen el Montsec d'Ares en diferents direccions. També hi destaca un sarcòfag medieval de dos metres de llarg per noranta centímetres d'ample situat al costat mateix del camí d'accés al poble vell (l'ampliació moderna del poble cap a llevant ha fet que ara quedi dins del poble). És del segle xii o del xiii.
En la bibliografia antiga, a més de la castellanització del topònim amb una z, apareix de vegades com a Alçamora, en català prenormatiu.
L'església parroquial està advocada, també, a sant Esteve. La particularitat d'aquesta parròquia és que havia pertangut al bisbat de Roda de Ribagorça, que més endavant fou integrat en el Bisbat de Lleida, dins de l'arxiprestat de la Ribagorça. Actualment encara és així, i Alsamora, juntament amb tot de pobles de la franja de ponent del Pallars Jussà, entre ells la Clua, pertanyen a la Unitat pastoral 27 d'aquest bisbat, que està regida pel rector d'Areny de Noguera, el qual pertany a la diòcesi de Barbastre-Montsó.
Sens dubte que existeix des de l'edat mitjana, i està documentada des del 1391, però del temple primitiu, no en queda res més que, potser, unes filades de la base del mur septentrional. En l'actualitat, a Alsamora hi ha, a l'extrem de llevant del poble, al lloc més elevat, una església moderna, sense cap interès arquitectònic.

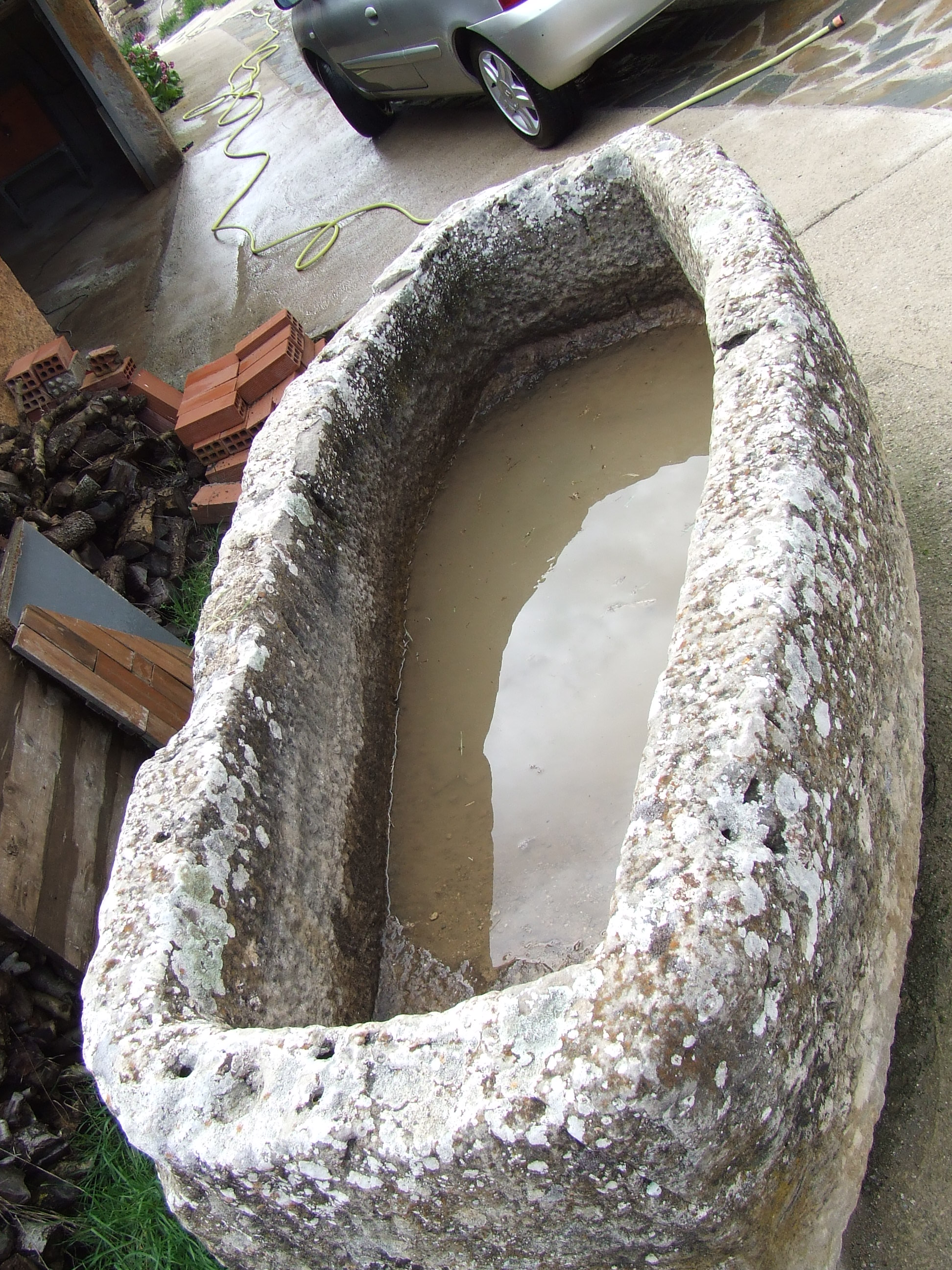
El sarcòfag d'Alsamora

A la parròquia de Sant Esteve d'Alsamora es venerava amb especial devoció la Mare de Déu de la Feixa, que té una tornada dels Goigs que fa:
| «                | Feu que tinguen bona mort vostres devots d'Alsamora. | » |
| — Goigs populars |                                                      |   |

La Festa Major se celebra el segon diumenge d'agost.

## Història

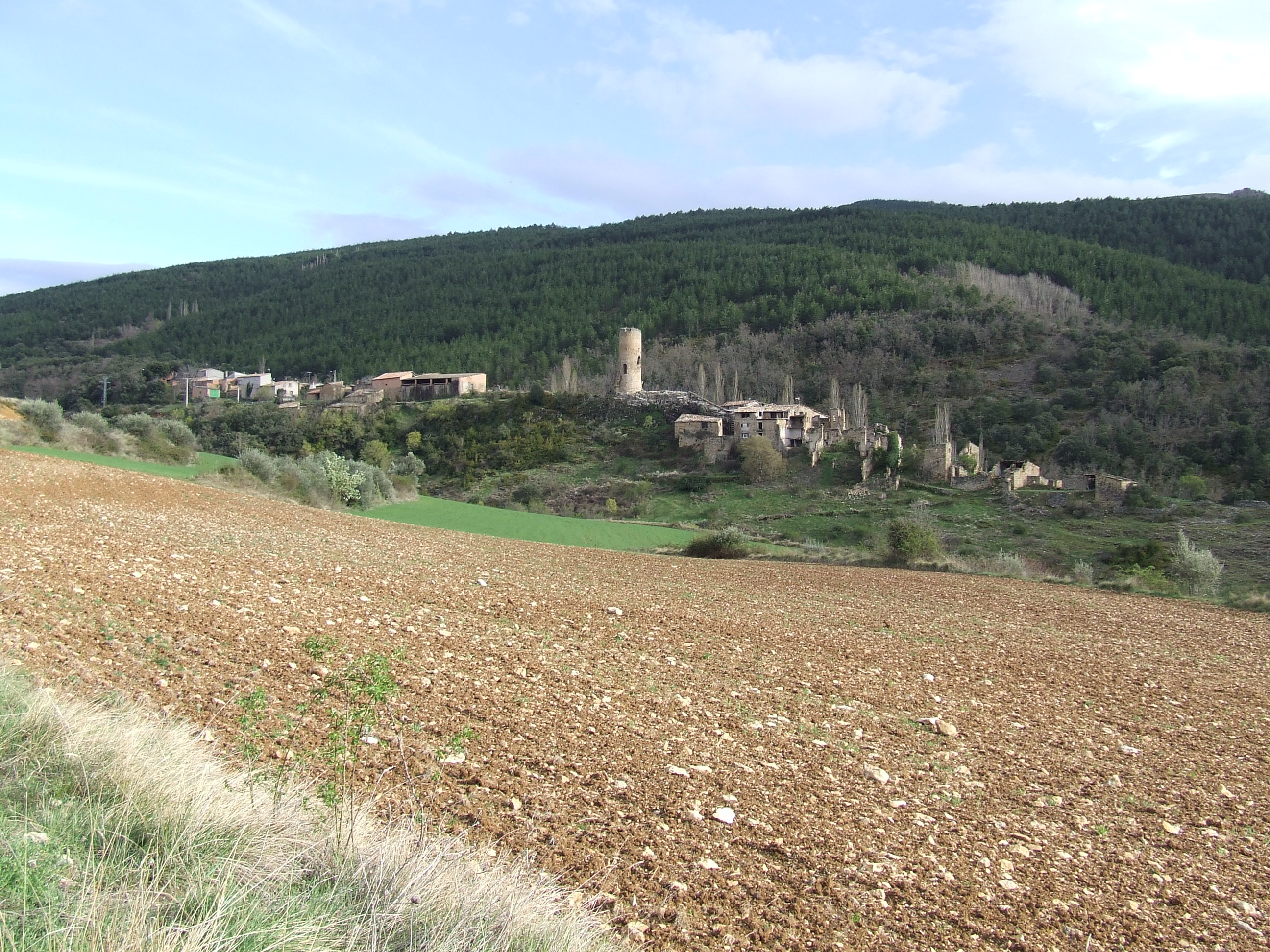
Vista general d'Alsamora

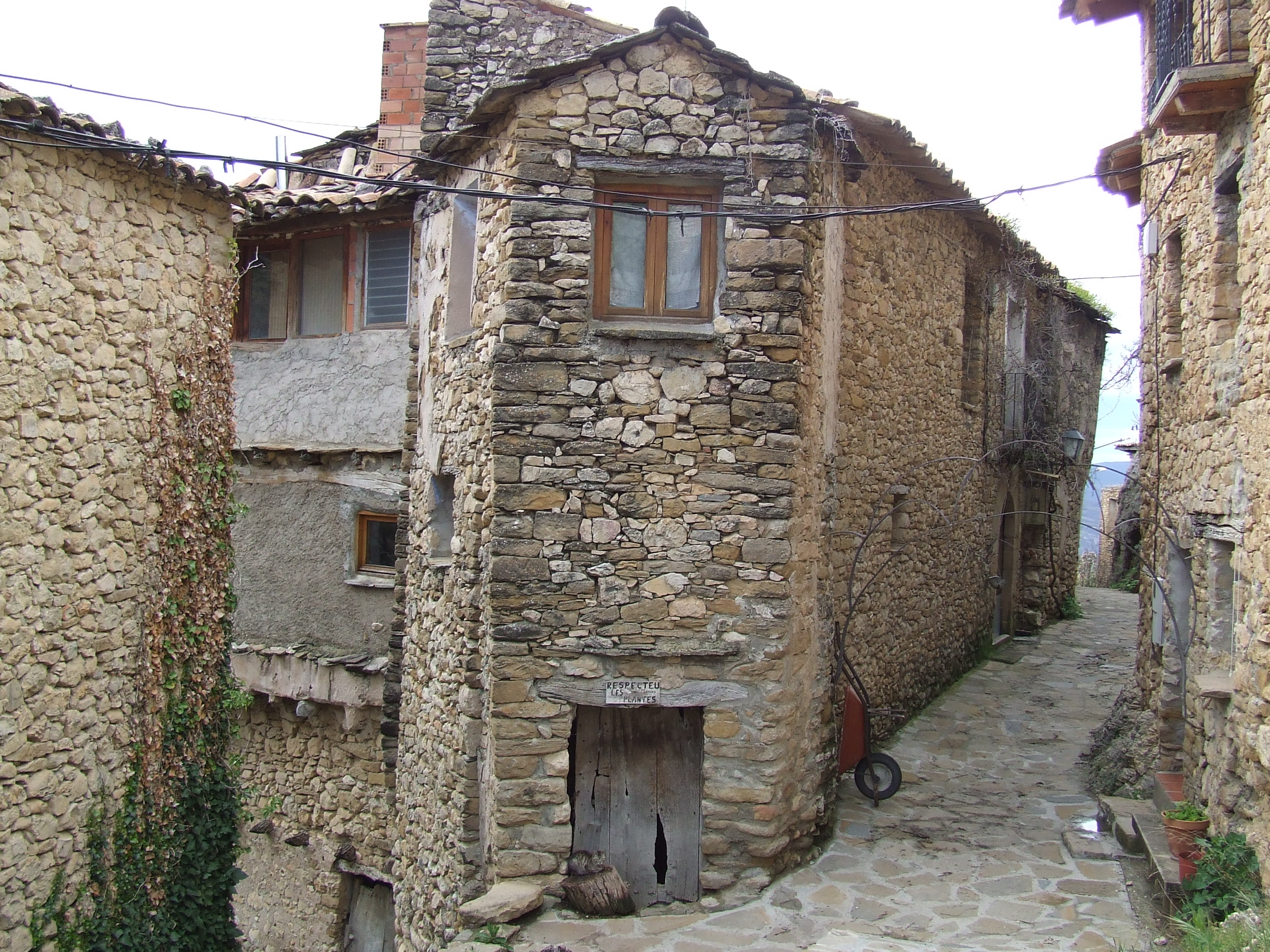
Cases i carrers medievals del poble

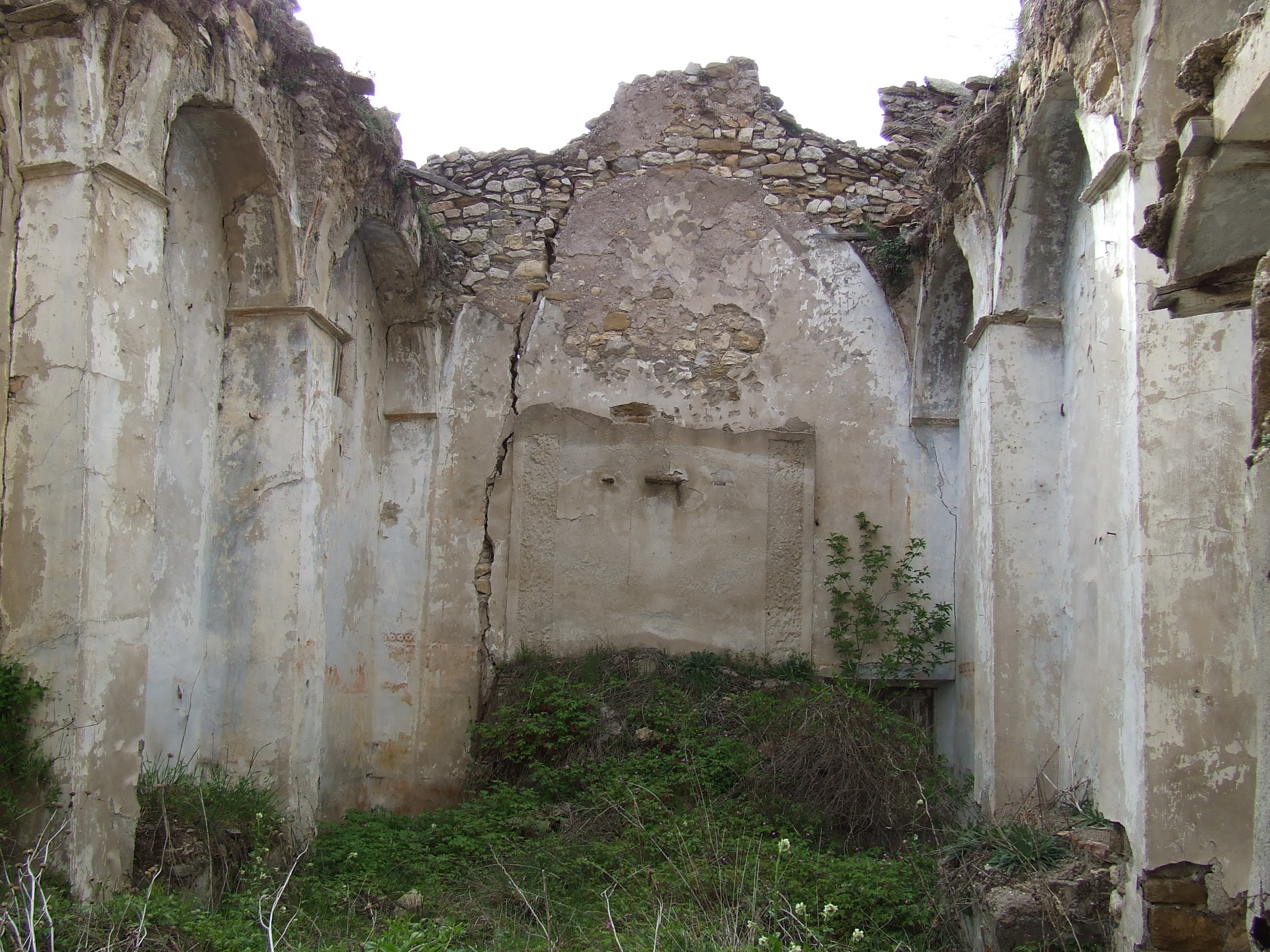
L'església vella de Sant Esteve en ruïnes

### Edat mitjana
La història d'Alsamora està molt lligada a la del seu castell. Sembla que a l'edat mitjana el poble estava enquadrat dins del terme del castell de Girbeta (Aragó), juntament amb Mont-rebei, i servia de punta de llança i fortificació defensiva dels comtats de Pallars i Ribagorça. El terme d'Alsamora (termine de Alçamora) apareix documentat per primer cop en un document del 1026, i torna a aparèixer en un pergamí datat el 23 de febrer del 1038, com a afrontació del terme de Fabregada, en la donació que d'aquest vilatge feu el comte Ramon IV de Pallars Jussà en favor del milites Bertran Ató de Montanyana, castlà també de Castellnou de Montsec:

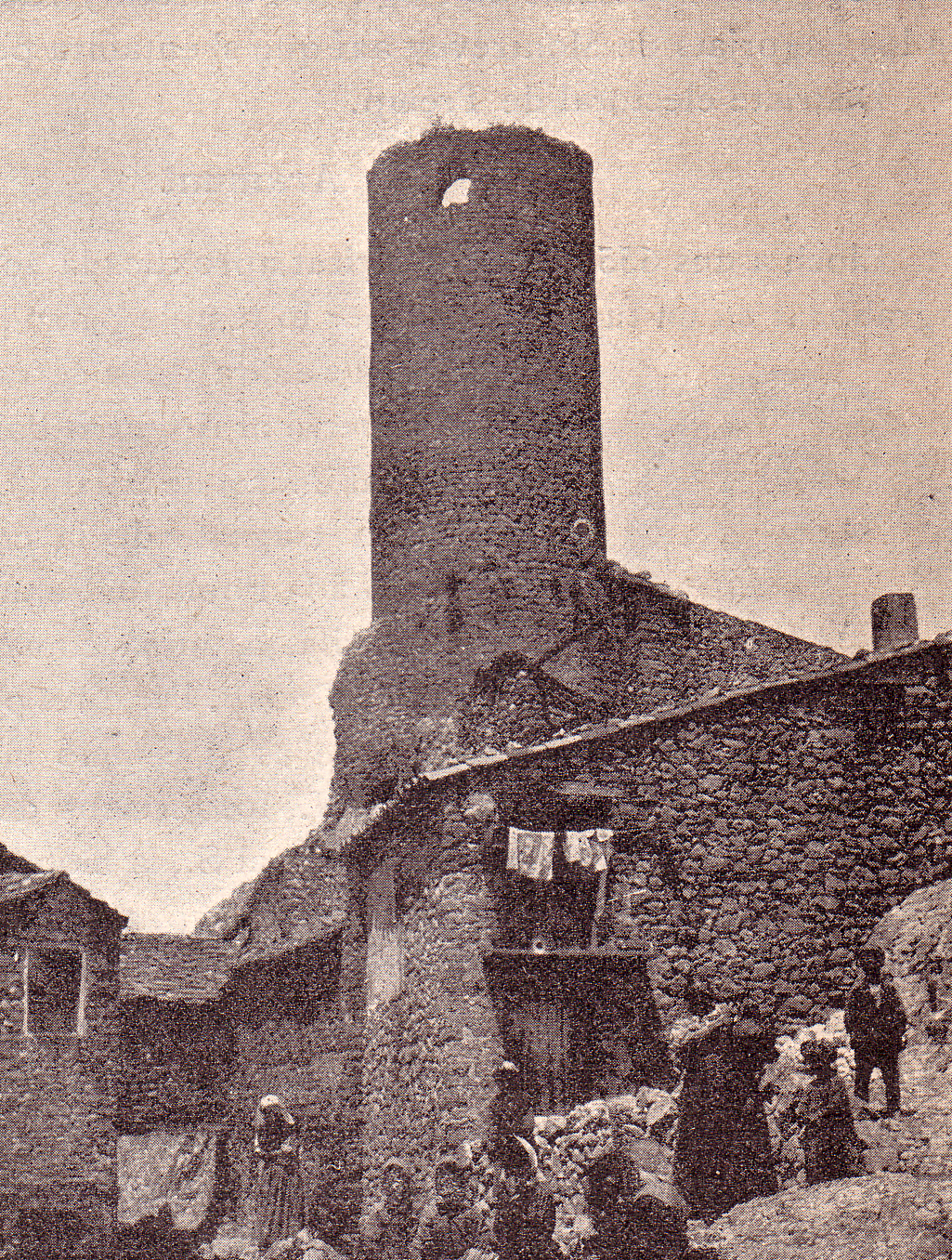
El poble i la Torre d'Alsamora, vers el 1912

"Et habet affrontaciones: de parte orientis in ipsas elcinas comitales, et de meridie in ipsa silva de Monte sicco, et de occiduo in ipsa termine de Alçamora, et de parte, vero, circi in ipsa alltera"
Alsamora es mantingué sota el domini dels comtes de Pallars Jussà passant de ser part del territori de l'originari castrum d'Orrit al de Montanyana i, després, amb la subdivisió corresponent, al de Girbeta. Així, per exemple, en un pergamí de l'any 1077, és el castell de Girbeta el que limita amb Castissent (Castro Santo), i no Alsamora o la Clua:
"Et habet affrontaciones ipso castro de Montaniana: a parte orientis in terminos de Castello Sancto, et de meridie in terminos de Girueta sive ad de via campo, et de occiduo in terminos de Lozares, et de aquilone in terminos de monte Mesoa atque et de Arinno. Et ipso castro de Castello Sancto affrontat; a parte orientis in terminos de Eroles sive et de Erbul, et de meridie in terminos de Girueta, et de occiduo in terminos de Montaniana, et de aquilone in terminos de Espillos"
Aviat, doncs, restaria sota control dels senyors de Girbeta, amb Pere I Roger de Girbeta (1092), i Arnau Pere de Girbeta (1120-1150), castlans o carlans de la zona. Així el 1120 –segons els manuscrits de Mur– el comte Pere de Pallars Jussà, davant els problemes al castell de Mur, va donar Alsamora a l'església de Mur...
"en el terme d'Eroles, tots els homes presents i futurs que habitin en les esmentades franqueses i allí estiguin, que són Solanells, Almora, Serradell, la Torre, Serra i Montservós",
i a més diu el document: 
"També jo, Arnau Pere de Girveta, subscric l'anterior donació amb les mateixes franqueses. I jo Berenguer, servent ... de Santa Maria de Mur, ... prenem a Guàrdia i a la batllia de les esmentades franqueses de l'anomenat Arnau Pere de Girveta, mentre ell es conservi en aquesta batllia..."
Va ser durant aquest període quan s'establí la curiosa divisió eclesiàstica dels bisbats de Roda (posteriorment Lleida) i Urgell a la zona; concretament amb la concòrdia de divisió territorial de l'any 1140, que posà al Coll de la Sarga la divisió, deixant Sant Esteve, Fabregada i Vilabella dins el bisbat d'Urgell, i Alsamora al bisbat de Roda.
A Arnau Pere el succeiria Pere II de Girbeta (1157-1192), que arribaria a ser marmessor del comte Arnau de Pallars; però no sembla que aquesta nissaga tingués gaire continuïtat en el domini d'Alsamora, ja que al fogatge de 1365-1370 es diu que el terme d'Alsamora és "den Alçamora"; i el 1381 d'en Ramon d'Alçamora; probablement hereus i successors dels castlans del castell (o carlans com en deien al Pallars).

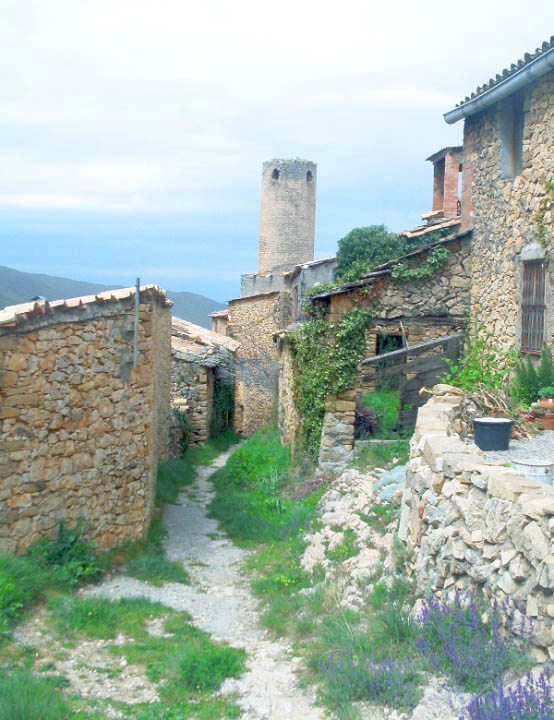
Carrer d'Alsamora

Gràcies a dits fogatges sabem que a mitjans del segle xiv (1359) el poble d'Alsamora tenia 4 focs o cases (uns 20 habitants) que pagaven impostos, situant-se, doncs, a un nivell similar al dels pobles veïns d'Alzina (4 focs), la Clua (3 focs), Castellnou (4 focs), Estorm i Vilamolera (7 focs entre els dos), Sant Esteve (3 focs) i, ja més gran, Moror amb 13 focs.
L'arribada de la pesta a la segona meitat del segle xiv va donar un fort cop a la contrada; es van arruïnar i van desaparèixer diferents pobles, com Vilamolera, Fabregada o Vilabella; una despoblació que no significà, necessàriament la mort de tots els habitants, sinó una reestructuració de la població. Així els habitants de Vilabella i Fabregada que van sobreviure a la pesta es van traslladar a Sant Esteve i a Alsamora. A final de segle Alsamora ja havia augmentat de forma considerable el nombre de "focs", passant dels 4 de mitjans de segle fins al 7. Però si al segle xiv Alsamora va poder refer-se de la pesta, la crisi del segle xv va ser molt més dura. A final d'aquell segle, segons el fogatge de 1497, a Alsamora hi havia 3 focs, concretament un petit noble, Misser Eroles, Jaume Canelles i Jaume de n'Adilo. En tot cas, la caiguda del nombre de cases fiscals no va ser tan fort com a Sant Esteve de la Sarga, on només hi restà la casa de Salvador Planella, o a Castellnou de Montsec i a Beniure, que van arribar a despoblar-se temporalment.
Ja a final del segle xv el terme i poble d'Alsamora pertanyia als barons d'Eroles. La primera referència que tenim d'aquest domini data de l'any 1523 quan Lluïsa d'Eroles es titulava senyora d'Alsamora a la sentència arbitral sobre els drets d'empriu al Montsec entre els pobles d'Àger, Moror, Alzina, Sant Esteve de la Sarga, Castellnou de Montsec i Alsamora. Un conflicte, aquest, que es renovaria l'any 1578.

### Edat moderna
Després de la greu crisi que patí la zona al segle xv vingué un període de creixement important al segle xvi, sota les bases del control de la terra pels veïns dels pobles. Alsamora comptava ja amb un ajuntament, format per dos cònsols, el major i el menor, com a òrgan de govern permanent, i una assemblea general de veïns anomenada Consell General, per tal de decidir les qüestions bàsiques i importants del poble; d'altra banda, la justícia era impartida pel batlle del baró d'Eroles. A mitjans de segle es documenten a Alsamora 4 focs (unes 20 persones), en el Fogatge del 1553, però amb la informació que ens proporciona el capbreu de Sant Esteve de la Sarga de 1554 sabem que, en realitat, el nombre de cases habitades al poble era de més del doble.
A mans dels Eroles, el senyoriu es mantindria fins a principis del segle xvii. Concretament el 1613, quan es va produir la "lluïció" de la baronia: el baró, Lluís de Queralt i d'Eroles va vendre a favor dels vassalls (les universitats dels pobles de la Baronia) tots els seus drets pel preu de 9695 lliures. El pagament dels deutes dels barons va afectar greument l'economia dels pobles, basada en l'agricultura i l'intercanvi, i poc avesada a manejar quantitats importants de dineers, de tal manera que quan hi havia males collites, no podien fer front a l'hivern, i els veïns havien d'endeutar-se més encara. L'any 1623 els veïns d'Alsamora es van reunir en Consell General de Veïns (assemblea dels caps de casa del poble) al poble de Beniure, per tal de demanar un crèdit col·lectiu a Francesc de Sullà i d'Àger, noble veí de Tremp. Van ser presents els principals caps de casa del poble d'Alsamora: Joan Barral (Batlle), Jaume Castells (Cònsol Major), Joan Francesc Rourera (Cònsol menor), Guillem Moga, Joan Ribera, Antoni Canelles de Mitjavila, Antoni Canelles de Capdevila, Joan Capdevila, Pere Planella, Jaume Bartell i Joan Gavarrella.

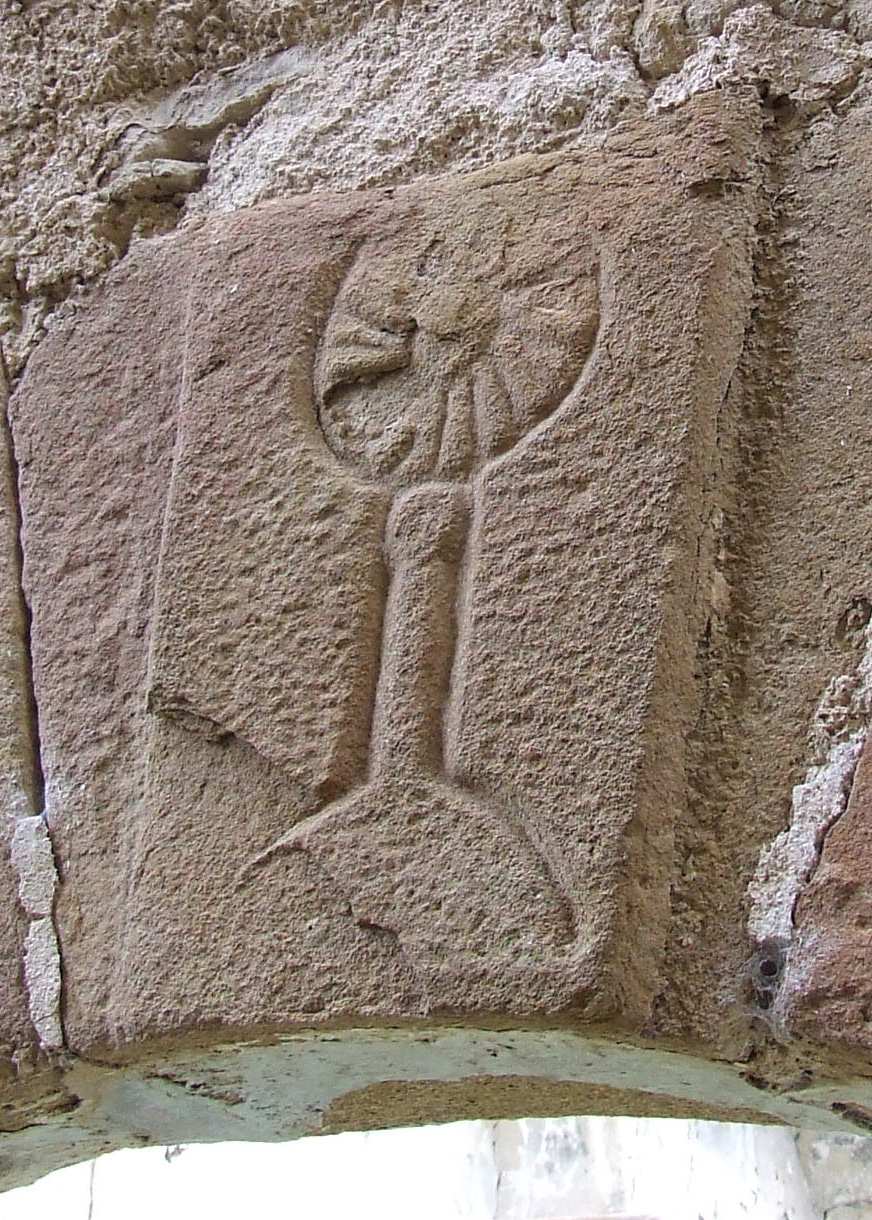
Llinda de l'església vella, amb una custòdia incisa

La venda de la baronia als vassalls no va arribar a fer-se efectiva, ja que per tal de pagar, els veïns es van fer càrrec dels nombrosos deutes del baró. Així, per exemple, l'any 1633 tota la baronia (Alsamora, Eroles, Sant Adrià, Gurb i Vileta), reunida com a "Universitat de la Baronia" van pagar 1600 lliures al Col·legi de Jesús de Manresa, quan n'era síndic Joan Canelles d'Alsamora. Quan ja estava avançat el pagament de la suma total, els descendents dels barons incoaren un plet a la Reial Audiència, la qual sentencià la invalidesa de la venda en estar la senyoria i els drets lligats a la família per fideïcomís testamentari.
El senyoriu continuà a mans dels barons d'Eroles fins a l'abolició de les senyories al segle xix, excepte en un nou breu lapse de temps, al pas del segle xvii al segle xviii, quan va ser pres el terme d'Alsamora com a penyora per la notable família dels Subirà (barons de Castellnou de Montsec, per manca de pagament d'un dot per part dels Eroles.
Alsamora, amb el nom oficial d'Alzamora va ser un dels ajuntaments creats el 1812 a partir del desplegament de la Constitució de Cadis. El febrer del 1847 se suprimiren, en el marc d'una remodelació municipal a nivell de tot l'estat, els ajuntaments amb menys de 30 veïns (caps de família). Alsamora fou la població triada per a exercir de cap de districte municipal, i li foren agregats tots els ajuntaments existents en aquell moment dins de l'actual terme de Sant Esteve de la Sarga. Es mantingué així fins al 1920, moment en què la capitalitat del municipi, i el seu mateix nom, es traslladaren a Sant Esteve de la Sarga.
Agrària i ramadera, la població va experimentar una expansió demogràfica des de final del segle xviii fins a mitjan segle xix (que en cap cas va ser tan important com les dades del censos de 1857 ni 1860 indiquen), per caure en la greu crisi econòmica a final de segle, que provocà, ja entrat el segle xx, una important emigració. Així, el 1831 Alsamora consta amb 117 habitants, dins del senyoriu del baró d'Eroles, al Corregiment de Talarn.
El Diccionario geográfico… de Pascual Madoz, publicat el 1845, informa sobre Alsamora, que hi té article propi. S'hi pot llegir que Alsamora és en el vessant septentrional del Montsec, i combaten el poble principalment els vents de llevant i de ponent, ja que un turó el protegeix dels del nord i el Montsec dels del sud. El clima és mal temperat, per la qual cosa hom hi és propens a febres catarrals i dolors reumàtics. Té 17 cases d'un sol pis, de construcció mitjana, i formen una plaça i un carrer mal empedrat, en la meitat del qual només hi ha cases a una banda.

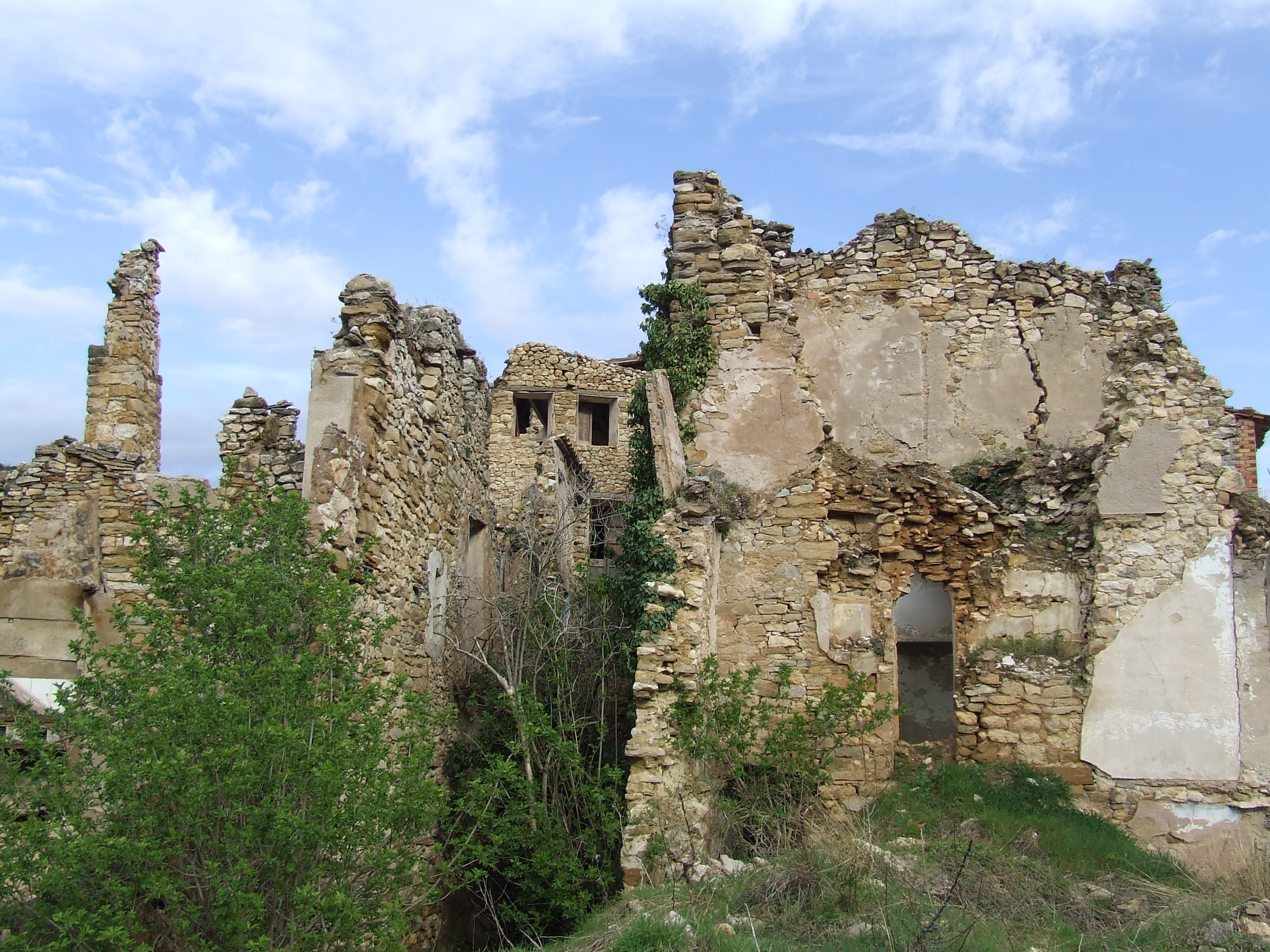
Estat en què es troba actualment més de la meitat del poble d'Alsamora

El terreny del terme és en part pla i en part muntanyós, pedregós, àrid, poc fèrtil, llevat del fons de la vall. S'hi conreen tres cents jornals, i hi ha uns quants horts, de l'aigua escassa de dues fonts. Els boscos, abundants, proporcionen llenya i aglans per a bestiar porcí. L'agricultura és poc productiva, però s'hi cull blat, sègol, ordi, civada, patates, vi de mala qualitat, llegums, poc oli, una mica de fruita i hortalisses. Com a ramaderia, cabres, ovelles i porcs, a més de bous i mules per a les feines del camp. Hi ha cacera: llebres, conills i guatlles. Hi ha molts llops i altres animals perjudicials. S'hi compten 10 veïns (caps de família) i 51 ànimes (habitants). La Festa Major se celebra el tercer diumenge d'octubre.
Vers 1900, a la Geografia dirigida per Carreras Candi Alsamora consta amb 57 edificis habitats i 152 habitants, cosa que fa veure que la crisi del xix tot just devia estar arribant. Aquestes oscil·lacions segurament són degudes al fet que en alguns censos s'hi deu comptar Mont-rebei i la Clua, i en d'altres no.
La marxa dels habitants d'Alsamora, però, no es va arribar a aturar fins a l'abandó total del poble. El 1960 són 72, els habitants, i el 1970, 25, fins que pocs anys més tard es va arribar al despoblament total. Posteriorment recuperat, ara té 19 habitants, i la població basa la seva economia en l'artesania.

## Llegendes
Com no podia fallar, atès els noms del pobles, Alsamora i Moror tenen almenys dues llegendes -o una amb dues variants- el protagonista de les quals és el senyor, moro, de Moror.
La primera variant explica que el moro de Moror estava bojament enamorat de la senyora, també mora, d'Alsamora. Era tal la seva bogeria d'amor que es passava tot el dia mirant de veure des dels merlets del seu castell la mora, dalt de la torre d'Alsamora. Com que aquest darrer poble era en un pla molt més baix que Moror, i la torre no compensava la diferència d'alçada, el de Moror va perdre definitivament el seny cridant a la seva enamorada que alcés més la seva torre: "Alça, mora!", "Alça, mora!, es conta que li deia sense parar. La seva veu ressonant per la vall donà així nom al poble de la seva estimada.
L'altra llegenda és una mena de Tristany i Isolda adaptat als pobles de la Feixa: els protagonistes, els mateixos; però, entremig, un casament de conveniències de la mora d'Alsamora, un filtre d'amor, unes visites clandestines... i una fugida dels amants cap a Mont-rebei, on saltaren al buit. No caigueren: el dimoni se'ls endugué, i hi ha qui diu que a la nit de sant Joan encara avui dia se sent el lament dels dos amants.

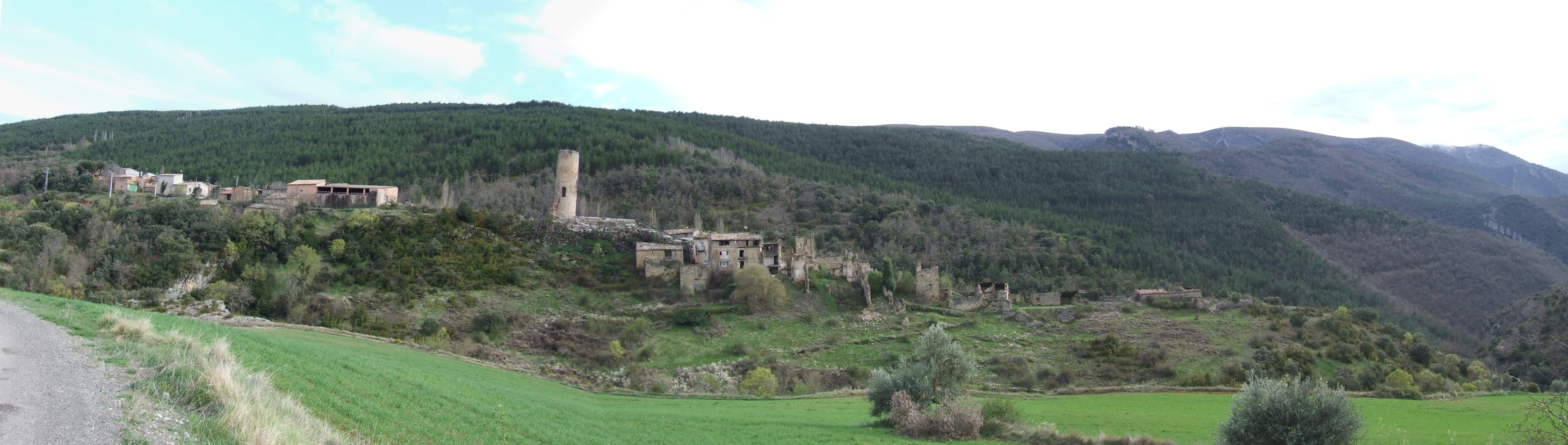
Panoràmica d'Alsamora des del nord